# Gudrun Stock
Gudrun Stock (Deggendorf, 23 mei 1995) is een Duitse wielrenster. Ze is zowel actief op de baan als op de weg. Stock heeft deelgenomen aan de Olympische spelen van 2016 hier behaalde ze een negende plaats op de ploegenachtervolging.

## Palmares

### Baanwielrennen
| Jaar         | DK                                                                        | EK                   | WK                   | Overige                                    |            |
| Als Junior   | Als Junior                                                                | Als Junior           | Als Junior           | Als Junior                                 | Als Junior |
| ------------ | ------------------------------------------------------------------------- | -------------------- | -------------------- | ------------------------------------------ | ---------- |
| 2011         | ploegenachtervolging                                                      |                      |                      |                                            |            |
| 2012         | ploegenachtervolging · 500m tijdrit                                       |                      |                      |                                            |            |
| 2013         | ploegenachtervolging · achtervolging · teamsprint                         |                      |                      |                                            |            |
| Als beloften |                                                                           |                      |                      |                                            |            |
| 2015         |                                                                           | ploegenachtervolging |                      |                                            |            |
| 2016         |                                                                           |                      |                      |                                            |            |
| 2017         |                                                                           | ploegenachtervolging |                      |                                            |            |
| Als elite    |                                                                           |                      |                      |                                            |            |
| 2014         | ploegenachtervolging · omnium · puntenkoers · 500m tijdrit                |                      |                      |                                            |            |
| 2015         | teamsprint · 500m tijdrit · keirin                                        |                      |                      |                                            |            |
| 2016         |                                                                           |                      |                      | Olympische spelen: 9e ploegenachtervolging |            |
| 2017         | achtervolging · ploegenachtervolging · koppelkoers · scratch · teamsprint |                      |                      |                                            |            |
| 2018         | ploegenachtervolging · koppelkoers · puntenkoers · achtervolging          | ploegenachtervolging |                      |                                            |            |
| 2019         | puntenkoers                                                               | ploegenachtervolging |                      |                                            |            |
| 2020         |                                                                           |                      | ploegenachtervolging |                                            |            |